# Emiliano Zapata, Tlayacapan
Emiliano Zapata är en ort i Mexiko.   Den ligger i kommunen Tlayacapan och delstaten Morelos, i den sydöstra delen av landet, 50 km söder om huvudstaden Mexico City. Emiliano Zapata ligger 1 860 meter över havet och antalet invånare är 454.
Terrängen runt Emiliano Zapata är huvudsakligen kuperad, men åt nordväst är den bergig. Terrängen runt Emiliano Zapata sluttar söderut. Runt Emiliano Zapata är det ganska tätbefolkat, med 144 invånare per kvadratkilometer. Närmaste större samhälle är Cuautla Morelos, 18,0 km söder om Emiliano Zapata. Trakten runt Emiliano Zapata består till största delen av jordbruksmark.